# Angostura undulata
Angostura undulata är en vinruteväxtart som först beskrevs av Hemsley, och fick sitt nu gällande namn av B.W.P. de Albuquerque. Angostura undulata ingår i släktet Angostura och familjen vinruteväxter. Inga underarter finns listade i Catalogue of Life.